# Hökartade rovfåglar
Hökar, hökartade rovfåglar eller hökfåglar (Accipitridae) är en familj med dagrovfåglar som tillhör ordningen hökfåglar (Accipitriformes).
Familjen är traditionellt indelad i flera icke monofyletiska grupper eller pseudotaxoner efter utseende och storlek vilket speglas i arternas namnefterled, såsom: gam, glada, hök, vråk, örn.
Då ”hök” även utgör en egen grupp förekommer begreppet ”hökartade rovfåglar” för familjen, särskilt om de grupper som skiljer sig väsentligt från arter inom gruppen hökar, såsom örnar och gamar. I vardagligt tal kan gruppen hökar sägas avse mellanstora rovfåglar med kort mindre näbb inom familjen, se typexempel såsom duvhökar.

## Systematik
Hökarnas taxonomi har behandlats mycket olika genom tiderna. Sentida studier visar att de inte alls är närbesläktade med falkar (Falconifomres), som istället är närbesläktade med tättingarna (Passeriformes). Istället hör de till en utvecklingslinje som även omfattar ugglor, nya världens gamar, musfåglar, trogoner, näshornsfåglar, härfåglar, hackspettar, blåkråkor och tukaner med flera.
Flera studier tyder på att hökarnas kromosomkaryotyp är distinkt och detta indikererar att de utgör en monofyletisk grupp.
Traditionellt har arterna inom familjen grupperats efter utseende och storlek, vilket reflekteras i namnen glador, hökar, vråkar, örnar och gamar. DNA-studier visar dock att denna indelning är felaktig. Istället är morfologiska likheter resultatet av anpassning till liknande levnadsmiljöer och ekologiska nischer. Det har resulterat i stora förändringar i familjens taxonomi. Exempelvis återfinns gladorna i helt olika grenar av familjens evolutionära träd. 
Stora taxonomiska förändringar har även skett på släktesnivå, där ett antal släkten med genteknikens hjälp visat sig vara parafyletiska, däribland örnsläktet Aquila, vråksläktena Buteo och Leucopternis och Accipiter. Familjens släkten kan grovt delas in i tio klader, här tilldelade underfamiljsstatus. Artantalet följer internationella ornitologiska kongressen IOC (International Ornithological Congress).
- Underfamilj Elaninae – ett fåtal små i stort svartvita glador, systergrupp till resten av familjen
  - Släkte Elanus – fyra arter glador, bland annat svartvingad glada
  - Släkte Gampsonyx – pärlglada
  - Släkte Chelictinia – saxstjärtsglada
- Underfamilj Gypaetinae – ett fåtal mycket distinkta arter med utbredning framför allt i Afrika, tillsammans med Perninae systergrupp till resten av familjen
  - Släkte Gypohierax – palmgam
  - Släkte Neophron – smutsgam
  - Släkte Gypaetus – lammgam
  - Släkte Polyboroides – två arter klätterhökar
- Underfamilj Perninae – en grupp med världsvid utbredning som innehåller huvudsakligen bivråkar samt ett antal arter glador; systergrupp till Gypaetinae
  - Släkte Eutriorchis – madagaskarörn, tidigare behandlad som en del av ormörnarna
  - Släkte Leptodon – två amerikanska arter: gråhuvad och halsbandsglada
  - Släkte Chondrohierax – två amerikanska arter: kroknäbbsglada och dess nära släkting kubaglada
  - Släkte Pernis – fyra arter bivråkar, bland annat den i Sverige förekommande bivråken
  - Släkte Elanoides – nordamerikanska svalstjärtsgladan
  - Släkte Lophoictinia – australiska tvärstjärtsgladan
  - Släkte Hamirostra – australiska svartbröstade gladan
  - Släkte Aviceda – fem arter asiatiska och australiska bazor
  - Släkte Henicopernis – två säregna bivråkar på och kring Nya Guinea: svart bivråk och långstjärtad bivråk
- Underfamilj Gypinae – 13 arter gamla världens gamar, tillsammans med Circaetinae systergrupp till resten av familjen
  - Släkte Necrosyrtes – kappgam
  - Släkte Gyps – åtta arter
  - Släkte Sarcogyps – rödhuvad gam
  - Släkte Trigonoceps – vithuvad gam
  - Släkte Aegypius – grågam
  - Släkte Torgos – örongam
- Underfamilj Circaetinae – ormörnar och hjälmörnar med släktingar, alla förekommande i gamla världen; systergrupp till Gypinae
  - Släkte Spilornis – sex arter hjälmörnar
  - Släkte Pithecophaga – apörn
  - Släkte Circaetus – sex arter ormörnar
  - Släkte Dryotriorchis – kongoormörn
  - Släkte Terathopius – gycklarörn
- Underfamilj Harpiinae – liten grupp med tropiska stora örnar samt den mycket karakteristiska fladdermusvråken; tillsammans med Aquilinae systergrupp till resten av familjen
  - Släkte Macheiramphus – fladdermusvråk
  - Släkte Harpyopsis – papuaörn
  - Släkte Harpia – harpyja
  - Släkte Morphnus – amazonörn
- Underfamilj Aquilinae – den huvudsakliga gruppen örnar med utbredning över hela världen; systergrupp till Harpiinae
  - Släkte Nisaetus – tio till elva asiatiska örnar tidigare placerade i Spizaetus
  - Släkte Spizaetus – fyra sydamerikanska örnar, inkluderar Spizastur och Oroaetus
  - Släkte Stephanoaetus – en nu levande art, kronörn
  - Släkte Lophotriorchis – rödbukig örn, tidigare i Hieraeetus
  - Släkte Polemaetus – stridsörn
  - Släkte Lophaetus – tofsörn
  - Släkte Ictinaetus – svartörn
  - Släkte Clanga – tre arter skrikörnar, tidigare i Aquila
  - Släkte Hieraaetus – fem nu levande arter små örnar
  - Släkte Aquila – elva arter
- Underfamilj Accipitrinae – hökar, vråkar och havsörnar
  - Tribus Harpagini 
    - Släkte Harpagus – två amerikanska arter glador: tandglada och rostbyxglada

  - Tribus Melieraxini – sex gråfärgade afrikanska hökarter 
    - Släkte Kaupifalco – ödlehök
    - Släkte Micronisus – gabarhök
    - Släkte Melierax – tre arter sånghökar
    - Släkte Urotriorchis – långstjärtad hök

  - Tribus Accipitrini
    - Släkte Erythrotriorchis – två arter i australiska regionen
    - Släkte Microspizias – två arter, tidigare i Accipiter
    - Släkte Lophospiza – två arter tofshökar, tidigare i Accipiter
    - Släkte Aerospiza – tre arter i Afrika, tidigare i Accipiter
    - Släkte Tachyspiza – sju arter hökar i Afrika, Asien och Australien, tidigare i Accipiter
    - Släkte Accipiter – nio arter sparvhökar i Europa, Afrika och norra Asien
    - Släkte Astur – nio arter duvhökar, tidigare i Accipiter
    - Släkte Megatriorchis – tigerhök
    - Släkte Circus – 16 nu levande arter
- Underfamilj Buteoninae – vråkar och havsörnar (cirka 100 idag förekommande arter)
  - Tribus Milvini
    - Släkte Milvus – tre arter "äkta" glador, däribland de i Sverige förekommande röd och brun glada
    - Släkte Haliastur – två arter sydasiatiska och australiska glador: brahminglada och visselglada
    - Släkte Haliaeetus – fyra arter havsörnar
    - Släkte Icthyophaga – sex arter fiskörnar, varav fyra tidigare placerades i Haliaeetus

  - Tribus Buteonini – vråkar samt flera amerikanska glador
    - Släkte Butastur – fyra arter
    - Släkte Ictinia – två amerikanska arter glador: mississippiglada och blyglada
    - Släkte Busarellus – svarthalsad vråk
    - Släkte Rostrhamus – snäckglada
    - Släkte Helicolestes - smalnäbbsglada, tidigare i Rostrhamus
    - Släkte Geranospiza – tranvråk
    - Släkte Cryptoleucopteryx – blyvråk, tidigare i Leucopternis
    - Släkte Buteogallus – nio arter svartvråkar, inklusive Harpyhaliaetus samt skiffervråk och vithuvad vråk, tidigare i Leucopternis
    - Släkte Morphnarchus – bandad vråk, tidigare i Leucopternis
    - Släkte Rupornis – vägvråk, tidigare i Buteo
    - Släkte Parabuteo – två amerikanska arter: kaktusvråk samt vitgumpad vråk (tidigare i Buteo)
    - Släkte Geranoaetus – tre amerikanska arter: svartbröstad vråk samt rödryggig vråk och vitstjärtad vråk tidigare i Buteo
    - Släkte Pseudastur – tre amerikanska arter tidigare i Leucopternis
    - Släkte Leucopternis – tre amerikanska arter
    - Släkte Bermuteo – bermudavråk, utdöd
    - Släkte Buteo – knappt 30 arter, däribland de i Sverige förekommande arterna ormvråk och fjällvråk

### Förhistoriska släkten
Ytterligare två släkten är utdöda och förekom under holocen. Dessa är endast kända från subfossila lämningar, alla tidigare förekommande i Amerika:
- Släkte Titanohierax – titanvråk
- Släkte Gigantohierax – jättevråk och herkulesvråk

### Fossila släkten
Som för de flesta familjer av rovfåglar finns det en ganska stor mängd fossila fynd från denna grupp från sen eocen och framåt (cirka 35 miljoner år sedan), där de moderna släktena är ganska väldokumenterade efter tidig oligocen (cirka 30 miljoner år sedan).
- Milvoides – sen eocen i England
- Aquilavus – sen eocen/tidig oligocen–tidig miocen i Frankrike[8]
- Palaeocircus – sen eocen/tidig oligocen i Frankrike
- Palaeastur – tidig miocen i Agate Fossil Beds nationalmonument, Sioux County, USA[9]
- Pengana – tidig miocen i Riversleigh, Australien
- Promilio – tidig miocen i Agate Fossil Beds nationalmonument, Sioux County, USA
- Proictinia – tidig/sen miocen/tidig pliocen i centrala och sydöstra USA[10]
- Neophrontops – tidig/mellersta miocen–sen pleistocen, fördes tidigare till Neophron
- Mioaegypius – mellersta miocen i Xiacaowan, Sihong, Kina
- Apatosagittarius – sen miocen i Nebraska, USA
- Palaeoborus – miocen[11]
- Qiluornis – miocen i Shandong, Kina
- Thegornis – miocen i Argentina)[12]
- Garganoaetus – tidig pliocen från Gargano, Italien
- Neogyps – pleistocen?[13]
- Palaeohierax – omfattar även "Aquila" gervaisii
- Wetmoregyps – tidigare Morphnus daggetti

Hökar finns dokumenterade från tidig eocen, det vill säga från cirka 50 miljoner år sedan och framåt, men de tidigaste fossila fynden är för fragmentariska och/eller basala för att kunna placeras korrekt i fylogenin. Molekylära analyser är, som nämnts ovan, inte en tillräckligt exakt metod för denna grupp vid bestämning av släktskapen mellan de hökar rovfåglarna. Det som bestämdhet kan utrönas är att med största sannolikhet utvecklades gruppen på endera sidan av Atlanten, som under denna tid, bara var 60-80% av sin nutida bredd. Å andra sidan finns det bevis för att fossil av hökar, som exempelvis Pengana, från cirka 25 miljoner år sedan, med största sannolikhet snabbt fick en global utbredning, initialt till och med till Antarktis.
- Accipitridae gen. et sp. indet. – tidig eocen i Huerfano County, USA
- Accipitridae gen. et sp. indet. – tidig oligocen i Borgloon, Hoogbutsel, Belgien[14]
- Accipitridae gen. et sp. indet. – tidig/mellersta miocen i Bathans, Otago, Nya Zeeland[15]
- "Aquila" danana – sen miocen/tidig pliocen i Snake Creek, Loup Fork, USA; tidigare behandlad som Geranoaetus och  Buteo[16]
- Accipitridae gen. et sp. indet. – Tidig/mellersta pliocen i Kern County, USA; Parabuteo?[17]
- Accipitridae gen. et sp. indet. – sen pliocen/tidig pleistocen från Ibiza, Medelhavet, Buteo?[18]
- Accipitridae gen. et sp. indet. – Egypten